# Ernest Dowson
(Ernest Dowson, Vitae summa brevis)
Ernest Christopher Dowson (Lee, 2 agosto 1867 – Catford, 23 febbraio 1900) è stato un poeta, scrittore e traduttore inglese esponente della tarda letteratura vittoriana nonché del decadentismo e dell'estetismo britannico, quella che William Butler Yeats definì la generazione tragica.

## Biografia
Pronipote di Alfred Domett, nato a Lee, sobborgo di Londra (borough di Lewisham), dopo gli studi lavorò con il padre nell'azienda di spedizioni di famiglia, senza mai smettere di scrivere;  divenne un membro del Rhymers club, dove conobbe W. B. Yeats e Lionel Johnson e frequentò i locali della music hall; inoltre scrisse per alcune riviste di tendenza decadente, come il The Yellow Book e The Savoy, e si dedicò alle traduzioni in francese. Fu amico di Oscar Wilde (che Dowson ammirò sempre, tanto da firmarsi a volte "Dorian" nelle sue lettere) e del suo gruppo culturale, e le sue opere, come quelle del collega irlandese, diventarono una tipica espressione del movimento del decadentismo inglese, ultima fase della letteratura vittoriana.

### Adelaide Foltinowicz
Nel 1889, a 22 anni, conobbe una giovanissima ragazza che aveva la metà dei suoi anni, circa 11 anni e mezzo, Adelaide “Missie” Foltinowicz (1878-1903), figlia di Joseph, proprietario polacco di un ristorante dove lei lavorava come cameriera assieme ai famigliari e a cui dedicò molte poesie. Come costume dell'epoca, decise di chiedere alla famiglia un fidanzamento.
Dowson ebbe con Adelaide un rapporto esclusivamente amichevole (come del resto con la sua famiglia), platonico e occasionalmente poetico-romantico, considerandola la sua musa ispiratrice. Sono note le sue frequentazioni anche con donne adulte, perlopiù prostitute. In una lettera del 1891 Dowson afferma la volontà di sposarsi e nel 1893, quando lei era in grado di consumare le nozze (15 anni), chiese ufficialmente la mano di Adelaide alla signora Foltinowicz, madre della ragazza; vedendosi rifiutato dalla famiglia, cadde nello sconforto. Il padre, deceduto poco dopo, promise invece in sposa lo stesso anno Adelaide ad un sarto che viveva da tempo in affitto sopra il locale della famiglia; questo a causa della pessima situazione finanziaria dei Dowson e la pessima salute di Ernest; le nozze col sarto avverranno nel 1897 al compimento dei 19 anni; Adelaide morirà giovanissima nel 1903 a soli 25 anni in seguito a un aborto, tre anni dopo Dowson. Il poeta cadde dal 1893 in una profonda depressione per il rifiuto subito dai Foltinowicz. Si pensa che Adelaide, assieme ad una prostituta che Dowson frequentava, sia l'ispiratrice della lirica di questo periodo Non sum qualis eram bonae sub regno Cynarae ("Più non siamo quali sotto il regno della bella Cynara"), un'adorazione mistica della giovinezza che svanisce, sotto l'apparenza di un canto per l'amore finito, in puro stile estetista. Il matrimonio di Adelaide fu il colpo finale per la salute mentale del poeta.

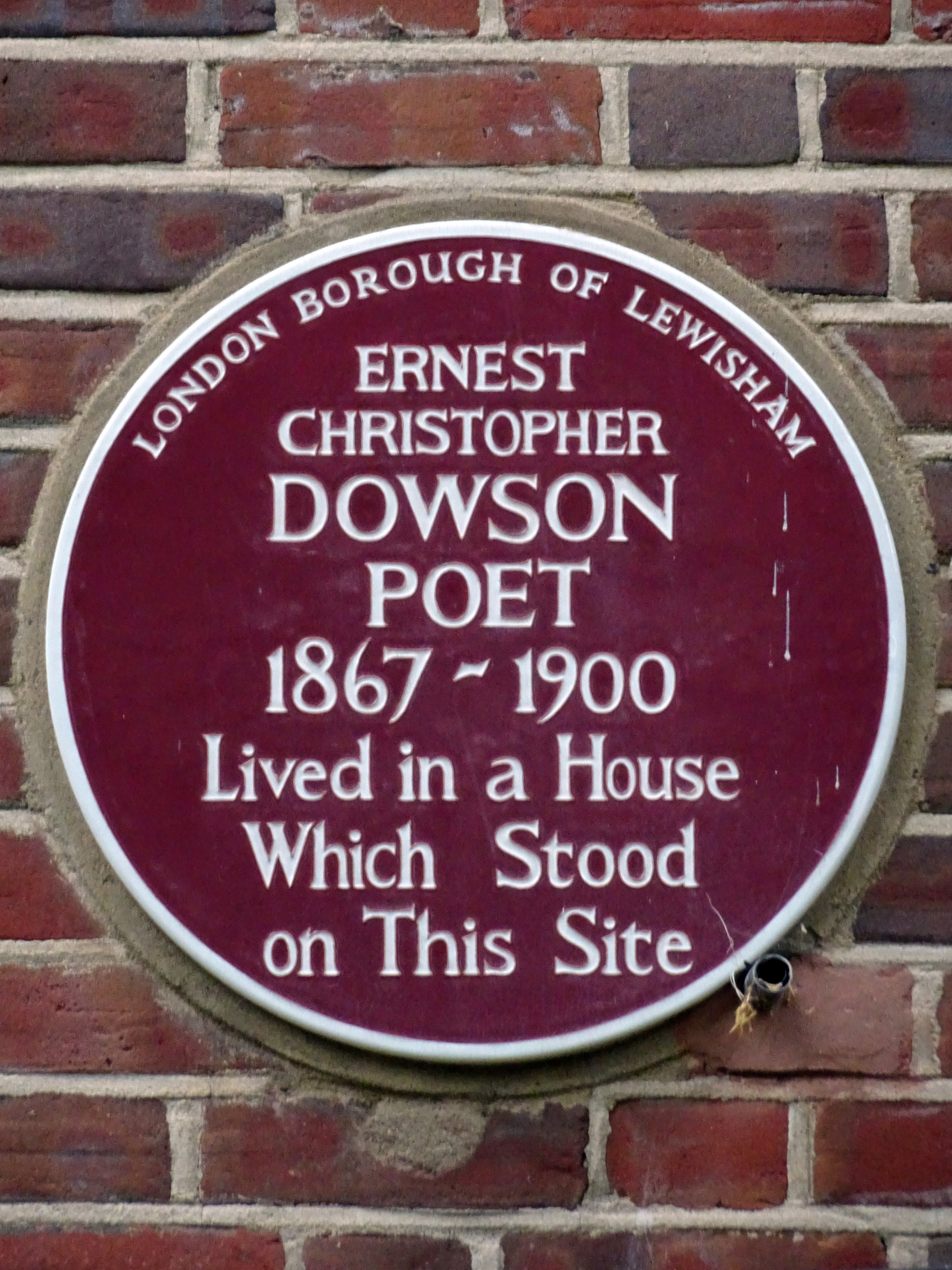
Targa commemorativa sulla casa dove visse

Dopo le vicende del mancato idillio d'amore, i disturbi psichici di Dowson peggiorarono, aggravandosi alla morte del padre avvenuta nell'agosto del 1894, per tubercolosi o per overdose da idrato di cloralio che usava come antidolorifico e sonnifero, e il suicidio della madre, anch'ella malata e impiccatasi nel 1895.
Da anni soffriva anche lui di tubercolosi, nonché di disturbo bipolare: alternava un carattere timido e mite, schivo, assai diverso da quello chiassoso e sociale di Wilde almeno prima del processo, e linguaggio delicato, con atteggiamenti irruenti, passioni totali, e anche un pesante gergo da taverna quando era sotto l'effetto di alcol; Dowson cominciò infatti ad abusare in gran quantità di sostanze come hashish, assenzio e altre bevande alcoliche, in un lento declino psicofisico; pur continuando a scrivere, in particolare liriche vicine allo stile dei "poeti maledetti" come Paul Verlaine, la sua vita andò in sfacelo.
Nel 1897 Dowson si recò brevemente in Francia, per visitare Wilde appena uscito di prigione dopo la condanna per omosessualità subita in Gran Bretagna nel 1894 a causa della relazione illecita con Lord Alfred Douglas, e che viveva allora in miseria a Berneval-le-Grand. Wilde fu convinto da Dowson a visitare una prostituta a Dieppe, per tentare di ripristinare la sua reputazione o i suoi gusti sessuali; Wilde seguì il consiglio pur restandone deluso. In questo periodo Dowson visse per la maggior parte del tempo nei dintorni di Parigi, tornando saltuariamente in Inghilterra, e viveva traducendo in inglese opere di Émile Zola, Honoré de Balzac, Voltaire, Verlaine e altri, oltre che scrivendo sul giornale parigino The Savoy.

### Morte e posterità
L'ultimo periodo lo passò in compagnia di Robert Sherard (gli altri suoi amici erano morti o caduti in disgrazia come Wilde), amico comune con Wilde e Douglas e che come Douglas in seguito sarà noto come pubblicista antisemita, che lo trovò senza un soldo e gravemente malato in un wine bar francese e lo riportò a Londra nel 1899, a vivere nel suo cottage alla periferia della capitale; tentò di salvare l'amico come aveva fatto Theodore Watts-Dunton con Algernon Swinburne ma non vi riuscì. 
(Katy Evans-Bush)
In casa di Sherard, abusando di alcol, Dowson finirà con l'uccidersi, morendo a circa 32 anni. La precisa causa della morte non è chiara dato che non fu eseguita autopsia: alcuni pensano sia morto per la tubercolosi, altri con tutta probabilità di cirrosi epatica; il decesso avvenne improvviso mentre si trovava a casa di Sherard nel quartiere londinese di Catford (Lewisham) nel febbraio 1900. 
Sherard lasciò questa testimonianze della morte di Dowson, riportate dai biografi: «Egli non si rese conto che stava per morire, ed era pieno di progetti per il futuro, quando pensava che le 600 sterline, che avrebbe dovuto ricevere dalla vendita di alcune proprietà gli avrebbero dato una nuova occasione: iniziò a leggere Dickens, che non aveva mai letto prima, con singolare zelo. L'ultimo giorno della sua vita, si mise a sedere parlando animatamente fino alle cinque del mattino. Nel momento stesso della morte, non sapeva che stava morendo. Cercò di tossire senza riuscirci e il cuore si fermò in silenzio».
Alla notizia della sua morte, Wilde, in esilio a Parigi, così commentò amaramente: «Un povero, ferito, meraviglioso compagno, ecco quello che era, una tragica riproduzione di tutta la poesia tragica, come un simbolo, come una scena. Spero che sulla sua tomba vengano lasciate foglie di alloro, ma anche di ruta e mirto, perché sapeva cos'era l'amore».

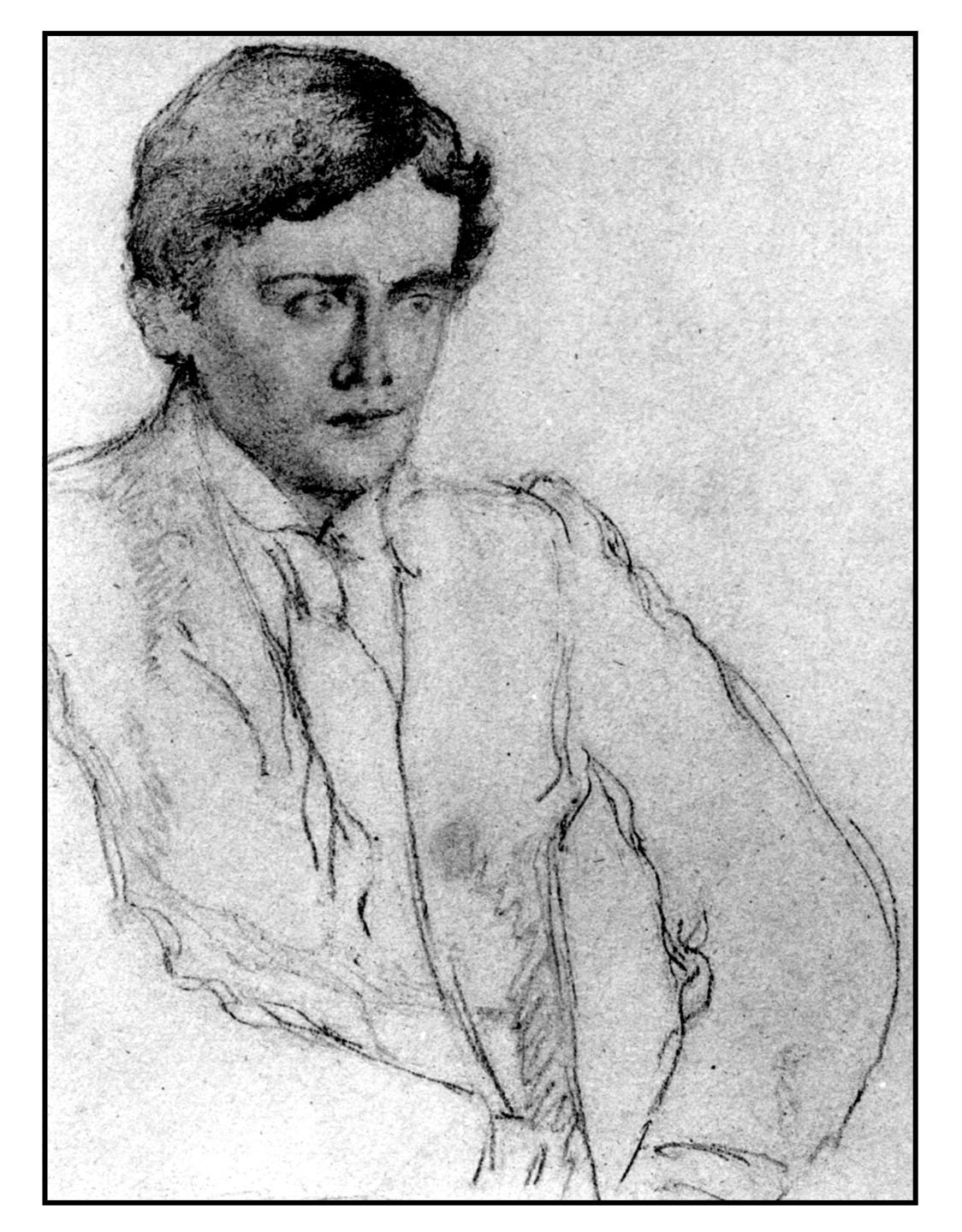
Dowson ritratto da William Rothenstein (anni 1890, pubblicato nel 1925

Essendosi qualche anno prima convertito al cattolicesimo, scrivendo diverse poesie a sfondo religioso (in cui come altri decadenti quali Wilde e Huysmans, è attratto dall'aspetto estetico della Chiesa) Ernest Dowson venne sepolto nel settore cattolico del Brockley and Ladywell Cemeteries, a Londra. La sua morte e quelle di poco successive dello stesso Oscar Wilde (deceduto di meningite il 29 novembre 1900 assistito da diversi amici tra cui Robert Ross) e della regina Vittoria (1901) segnarono la fine simbolica e reale dell'epoca e della cultura vittoriana. Nel 2010 la sua tomba, in stato di abbandono, vandalizzata, coperta di foglie e con una bottiglia di assenzio vuota lasciata da un ammiratore, è stata sostituita da una nuova lapide e da una sepoltura moderna di forma rettangolare con incise tra l'altro due strofe della sua poesia più celebre, Vitae summa brevis; ciò è stato reso possibile da una pubblica sottoscrizione. In seguito alla scopertura della lapide si è svolta una cerimonia religiosa nella cappella del cimitero e una pubblica commemorazione per i 143 anni dalla nascita del poeta vittoriano. Lo stesso anno numerose iniziative nel Regno Unito gli avevano reso omaggio per i 110 anni dalla morte, a febbraio.

L'opera di Dowson è stata rivalutata col tempo, seppur la sua produzione non sia ampia. Al decesso, così aveva commentato Arthur Symons, poeta e critico che lo apprezzava:
(Arthur Symons, 1900)

## Influenze culturali
- Il titolo di Via col vento (Gone with the wind) di Margaret Mitchell vincitore del Premio Pulitzer per il romanzo nel 1937 è il verso di una poesia di Dowson (Non sum qualis eram bonae sub regno cynarae), che ricorda molto a sua volta un verso del poeta medievale francese François Villon.[11]
- Morrissey usa i versi ispirati a Non sum qualis eram bonae sub regno Cynarae "A modo mio, / Sono sempre stato fedele a te. / A modo mio malato, / Resterò sempre fedele a te" nella canzone Speedway nell'album Vauxhall and I.
- Secondo l'Oxford English Dictionary, a Dowson risale il primo utilizzo registrato della parola "soccer" (contrazione di "football association", poi divenuto sinonimo di football o calcio in alcuni paesi anglosassoni) nel linguaggio scritto, sebbene la scrivesse "socca".
- Alcuni suoi celebri versi di Vitae summa brevis fanno da titolo al film I giorni del vino e delle rose (The days of wine and roses) di Blake Edwards che ricevette 5 nomination ai Premi Oscar 1963 aggiudicandosi quello per la miglior canzone scritta da Henry Mancini con lo stesso titolo. Il titolo è spesso riutilizzato essendo divenuto proverbiale nel mondo anglosassone.
- La graphic-novel I giorni del vino e delle rose di Diego Bertelli e Silvia Rocchi è incentrata anche sugli ultimi giorni di vita dell'autore.

## Opere
- A comedy of masks: a novel (1893), con Arthur Moore.
- Dilemmas, stories and studies in sentiment (1895)
- Verses (1896)
- The Pierrot of the minute : a dramatic phantasy in one act (1897)
- Decorations in Verse and Prose (1899)
- Adrian Rome (1899), con Arthur Moore.

### Postume
- The Poems of Ernest Dowson (Londra, edizioni John Lane, 1905)
- Cynara: a little book of verse (1907)
- Studies in sentiment (1915)
- The Poems and Prose of Ernest Dowson, With a Memoir by Arthur Symons (1919)
- Letters of Ernest Dowson (1968)
- Collected shorter fiction (2003)

### Lista di poesie
Fra le sue numerose poesie si ricordano:
- Vitae summa brevis spem nos vetat incohare longam
- A Coronal
- Villanelle of Sunset
- My Lady April
- To One in Bedlam
- Ad Domnulam Suam
- Amor Umbratilis
- Amor Profanus
- Yvonne of Brittany
- Benedictio Domini
- Ad Manus Puellae
- Flos Lunae
- Vanitas
- Exile
- Spleen
- April Love
- Vain Hope
- Vain Resolves
- A Requiem
- Beata Solitudo
- Terre Promise
- Autumnal
- In Tempore Senectutis
- Villanelle of his Lady's Treasures
- Gray Nights
- The Garden of Shadow
- On the Birth of a Friend's Child
- Impenitentia Ultima
- A Valediction
- Sapientia Lunae
- Epigram
- Chanson sans Paroles